# Góry Aleuckie
Góry Aleuckie (ang. Aleutian Range) – pasmo górskie w południowo-zachodniej Alasce (Stany Zjednoczone), rozciągające się na całej długości półwyspu Alaska oraz wzdłuż zachodniego wybrzeża Zatoki Cooka. Całkowita długość pasma wynosi około 1000 km. Na północnym wschodzie pasmo dociera do jeziora Ch'akajabena (Chakachamna), gdzie styka się z górami Alaska. Góry znajdują się na terenie okręgów administracyjnych Lake and Peninsula, Kenai Peninsula i Aleutians East. 
W paśmie znajdują się liczne szczyty wulkaniczne, m.in. Redoubt (najwyższy szczyt pasma, 3108 m n.p.m.), Iliamna (3053 m n.p.m.), Veniaminof (2507 m n.p.m.) i Katmai (2047 m n.p.m.).
Fragmenty pasma znajdują się w obrębie parków narodowych Lake Clark i Katmai oraz pomnika narodowego i rezerwatu przyrody Aniakchak.